# 青春ドギィ&マギィ
青春ドギィ&マギィ（せいしゅんドギィ・アンド・マギィ）は、1996年3月29日 - 1997年3月21日にNHK総合で放送されていたテレビ番組である。

## 概要
社会の価値観も大きく揺れ動く中、自分を探して格闘する若者たちの姿と心を正面からとらえ、メッセージ性を込めて紹介する若者向けドキュメンタリー番組。 

## 放送時間
- 金曜 23:45 - 24:10

## 出演者
- 佐野史郎

## 放送リスト
| 放送日         | サブタイトル                                            |
| -------------- | ------------------------------------------------------- |
| 1996年3月29日  | はじめまして、ルームメイト                              |
| 1996年4月5日   | トーキョー・新聞少女                                    |
| 1996年4月13日  | ナオミの占い屋さん                                      |
| 1996年4月20日  | 神戸で獣医になっちゃった                                |
| 1996年4月26日  | 私、香港で変わらなきゃ                                  |
| 1996年5月3日   | 借金いっぱいあるけれど                                  |
| 1996年5月10日  | 僕は予想屋三代目                                        |
| 1996年5月17日  | 渋谷・証明写真の向こう側                                |
| 1996年5月24日  | 動物検疫官 成田空港24時                                 |
| 1996年6月1日   | 登校拒否してたけど                                      |
| 1996年6月7日   | ユキコがピアスを外す日!?                                |
| 1996年6月14日  | カズは魚屋三代目                                        |
| 1996年6月21日  | タローは上方国際派                                      |
| 1996年6月28日  | どこまで通じる俺のサッカー                              |
| 1996年7月6日   | オキナワ・僕たちの＂象のオリ＂物語                      |
| 1996年7月12日  | 4回戦ボーイにゴングが鳴る                               |
| 1996年7月19日  | 私、トナカイと暮らします                                |
| 1996年8月23日  | 早く波に乗らなくちゃ                                    |
| 1996年8月30日  | 浪人生 旅に恋して                                       |
| 1996年9月6日   | ずっと野球が好きだった                                  |
| 1996年9月13日  | 便利屋・大助 19歳                                       |
| 1996年9月20日  | 前略 山田花子様 私たち自分らしく生きたいです            |
| 1996年9月27日  | ツチくん2歳僕らの子育て日記                             |
| 1996年10月5日  | 佐野史郎・ホントの君に会いに                            |
| 1996年10月18日 | 私、トイレで身を立てます                                |
| 1996年10月25日 | 親孝行・幸子の場合                                      |
| 1996年11月1日  | よってらっしゃい、みてらっしゃい 実演販売で自分売ります |
| 1996年11月8日  | 僕と彼女と漁師たち                                      |
| 1996年11月15日 | 神戸 もうすぐ2年になるけれど                            |
| 1996年11月22日 | 聖子のように生きてます                                  |
| 1996年12月6日  | メンズモデルの不安な挑戦                                |
| 1996年12月13日 | 路上で叫ぶラブソング                                    |
| 1996年12月20日 | 明子の”ビードロ日記”                                    |
| 1996年12月28日 | スペシャル 佐野史郎・もう一度 君に会いに 1              |
| 1996年12月29日 | スペシャル 佐野史郎・もう一度 君に会いに 2              |
| 1997年1月10日  | ファン先生とちいさな国際人                              |
| 1997年1月24日  | カメラマン美穂 人間が撮りたい!                          |
| 1997年1月31日  | 風のうた 老人介護日記                                   |
| 1997年2月7日   | 19歳 座長の花道                                         |
| 1997年2月14日  | 俺は町工場のオヤジになる                                |
| 1997年2月21日  | 女流俳人・翔 19歳の孤独                                 |
| 1997年2月28日  | ダンスよ、夢に届け                                      |
| 1997年3月7日   | 女性ファーマーは＂渋谷系＂                              |
| 1997年3月14日  | カンバン娘の挑戦                                        |
| 1997年3月21日  | 佐野史郎・君におくるエール1年間に出会った若者たち       |